# Ognjen Gnjatić
Ognjen Gnjatić (ur. 16 października 1991 w Bugojnie) – bośniacki piłkarz serbskiego pochodzenia występujący na pozycji pomocnika w klubie NK Radomlje.